# 小松蓉子
小松 蓉子（こまつ ようこ、1959年2月5日 - ）は、東京都出身の女優。目白学園高等学校卒。劇団若草、八重垣事務所に所属していた。特技は日本舞踊、ジャズバレエ。

## 出演作品

### 映画
- 宇宙怪獣ガメラ（1980年） - ミータン

### テレビドラマ
- 江戸を斬るII 第26話「美しい復讐鬼」（1976年）
- 気まぐれ天使 第29話「お母さん、あしからズ」（1977年）
- 青春ド真中!（1978年） - 西山早苗
- ゆうひが丘の総理大臣 第16話「友情って何でしょう?」（1979年）
- コメットさん 第36話「愛は死を越えて」（1979年） - 秀夫の妹
- からっ風と涙（1979年）
- 噂の刑事トミーとマツ 第17話「キン好きトミ好き、マツ嫌い」（1980年）
- ウルトラマン80 第25話「美しきチャレンジャー」（1980年） - UGM訓練生

### 舞台
- がんばれ元気（1977年）